# Bernardo Pasquini
Bernardo Pasquini, född 7 december 1637 i Toscana, död 21 november 1710 i Rom var en italiensk tonsättare och organist. Han var elev till M.A. Cesti. Pasquini var en ledande musikpedagog och bidrog starkt till utvecklingen av cembalomusiken och bland hans elever märks Francesco Durante, Georg Muffat, Domenico Scarlatti och Francesco Gasparini. Pasquini skrev 14 operor och 5 oratorier, dessutom tillhör han de första som skrev sonater för cembalo.